# Pasimachus mexicanus
Pasimachus mexicanus es una especie de escarabajo adéfago .

## Descripción
Este escarabajo se caracteriza por su gran tamaño, color verde brillante y, al igual que otros miembros de Pasimachus, tiene poderosas  mandíbulas. Tiene una dieta carnívora.

## Distribución
Se encuentra a elevaciones de 1383–2474 metros de altitud en la Mesa del Centro de México, una región antiguamente conocida como el altiplano central o altiplanicie mexicana.

## Comportamiento
Habitan en el suelo. Son  braquípteros, por lo tanto no son voladores. Su movilidad se limita a caminar o correr.
Los adultos son depredadores normalmente activo durante la noche, aunque el que se muestra en el recuadro de taxonomía fue encontrado a media mañana, corriendo rápido por el suelo. Generalmente se refugian durante el día, en  madrigueras que excavan o bajo piedras o escombros superficiales. Durante la estación seca, en el suelo, entran en un estado fisiológico que consistente en el letargo que se produce por un descenso en la actividad metabólica.